# Rhodopina quadrituberculata
Rhodopina quadrituberculata là một loài bọ cánh cứng trong họ Cerambycidae.